# Янси (округ)
Округ Янси (англ. Yancey County) располагается в штате Северная Каролина, США. Официально образован в 1833 году. По состоянию на 2010 год, численность населения составляла 17 818 человек.

## География
По данным Бюро переписи США, общая площадь округа равняется 810,671 км2, из которых 810,671 км2 суша и 1,554 км2 или 0,210 % это водоемы.

## Население
По данным переписи населения 2000 года в округе проживает 17 774 жителей в составе 7 472 домашних хозяйств и 5 372 семей. Плотность населения составляет 22,00 человека на км2. На территории округа насчитывается 9 729 жилых строений, при плотности застройки около 12,00-ти строений на км2. Расовый состав населения: белые — 97,99 %, афроамериканцы — 0,57 %, коренные американцы (индейцы) — 0,34 %, азиаты — 0,13 %, гавайцы — 0,00 %, представители других рас — 0,41 %, представители двух или более рас — 0,56 %. Испаноязычные составляли 2,69 % населения независимо от расы.
В составе 27,30 % из общего числа домашних хозяйств проживают дети в возрасте до 18 лет, 61,20 % домашних хозяйств представляют собой супружеские пары проживающие вместе, 7,80 % домашних хозяйств представляют собой одиноких женщин без супруга, 28,10 % домашних хозяйств не имеют отношения к семьям, 25,40 % домашних хозяйств состоят из одного человека, 12,50 % домашних хозяйств состоят из престарелых (65 лет и старше), проживающих в одиночестве. Средний размер домашнего хозяйства составляет 2,36 человека, и средний размер семьи 2,81 человека.
Возрастной состав округа: 21,20 % моложе 18 лет, 7,00 % от 18 до 24, 26,40 % от 25 до 44, 27,10 % от 45 до 64 и 27,10 % от 65 и старше. Средний возраст жителя округа 42 лет. На каждые 100 женщин приходится 95,70 мужчин. На каждые 100 женщин старше 18 лет приходится 93,30 мужчин.
Средний доход на домохозяйство в округе составлял 29 674 USD, на семью — 35 879 USD. Среднестатистический заработок мужчины был 26 800 USD против 20 885 USD для женщины. Доход на душу населения составлял 16 335 USD. Около 10,90 % семей и 15,80 % общего населения находились ниже черты бедности, в том числе — 22,10 % молодежи (тех, кому ещё не исполнилось 18 лет) и 16,30 % тех, кому было уже больше 65 лет.